# C10orf25
C10orf25 (англ. Chromosome 10 open reading frame 25) – білок, який кодується однойменним геном, розташованим у людей на 10-й хромосомі. Довжина поліпептидного ланцюга білка становить 122 амінокислот, а молекулярна маса — 14 441.
| 10         |  | 20         |  | 30         |  | 40         |  | 50         |
| ---------- |  | ---------- |  | ---------- |  | ---------- |  | ---------- |
| MVPGPPESVV |  | RFFLWFCFLL |  | PPTRKASCDP |  | RDLKSCNRPC |  | VWSRLLKPNS |
| SLSNLETAYF |  | PQILRFLRPW |  | YFSRSHLNYH |  | QKAPARWEWL |  | YSIYRKGTKA |
| QRRNVLRSPC |  | APPQPSWPCS |  | VI         |  |            |  |            |

A: Аланін

C: Цистеїн

D: Аспарагінова кислота

E: Глутамінова кислота

F: Фенілаланін

G: Гліцин

H: Гістидин

I: Ізолейцин

K: Лізин

L: Лейцин

M: Метіонін

N: Аспарагін

P: Пролін

Q: Глутамін

R: Аргінін

S: Серин

T: Треонін

V: Валін

W: Триптофан

Секретований назовні.